# 4e étape du Tour de France 2000
Pour un article plus général, voir Tour de France 2000.
La 4e étape du Tour de France 2000 du 4 juillet 2000 s'est déroulée entre les villes de Nantes et de Saint-Nazaire sur une distance de 70 km en contre-la-montre par équipes. La formation ONCE-Deutsche Bank s'est imposé et a permis à Laurent Jalabert de s'emparer du maillot jaune.

## Classement de l'étape
| \| Classement de l'étape \| Classement de l'étape \| Classement de l'étape \| Classement de l'étape \| Classement de l'étape \| \| Coureur \| Coureur \| Pays \| Équipe \| Temps \| \| --------------------- \| ------------------------------- \| --------------------- \| --------------------- \| --------------------- \| \| 1re \| ONCE-Deutsche Bank \| \| \| 1 h 25 min 55 s \| \| 2e \| US Postal Service \| \| \| + 26 s \| \| 3e \| Deutsche Telekom \| \| \| + 1 min 06 s \| \| 4e \| Crédit Agricole \| \| \| + 1 min 12 s \| \| 5e \| Rabobank \| \| \| + 1 min 52 s \| \| 6e \| Festina \| \| \| + 1 min 56 s \| \| 7e \| Cofidis-Le Crédit par Téléphone \| \| \| + 2 min 33 s \| \| 8e \| Mapei-Quick Step \| \| \| + 2 min 58 s \| \| 9e \| Mercatone Uno-Albacom \| \| \| + 3 min 14 s \| \| 10e \| Memory Card-Jack & Jones \| \| \| + 3 min 49 s \| |                                 |      |        |                 |
| |                                 |      |        |                 |
| |                                 |      |        |                 |
| Classement de l'étape |                                 |      |        |                 |
| Coureur | Coureur                         | Pays | Équipe | Temps           |
| 1re | ONCE-Deutsche Bank              |      |        | 1 h 25 min 55 s |
| 2e | US Postal Service               |      |        | + 26 s          |
| 3e | Deutsche Telekom                |      |        | + 1 min 06 s    |
| 4e | Crédit Agricole                 |      |        | + 1 min 12 s    |
| 5e | Rabobank                        |      |        | + 1 min 52 s    |
| 6e | Festina                         |      |        | + 1 min 56 s    |
| 7e | Cofidis-Le Crédit par Téléphone |      |        | + 2 min 33 s    |
| 8e | Mapei-Quick Step                |      |        | + 2 min 58 s    |
| 9e | Mercatone Uno-Albacom           |      |        | + 3 min 14 s    |
| 10e | Memory Card-Jack & Jones        |      |        | + 3 min 49 s    |

## Classement général
Après leur victoire au contre-la-montre par équipes, l'équipe ONCE-Deutsche Bank place logiquement plusieurs de ces coureurs dans le top 10. Le maillot jaune est maintenant porté par le Français Laurent Jalabert, devant son coéquipier l'Espagnol David Cañada et l'Américain Lance Armstrong (US Postal Service) avec respectivement 12 et 24 secondes d'avance. ONCE place 7 coureurs, l'US Postal 3 dans le top 10.
| \| Classement général \| Classement général \| Classement général \| Classement général \| Classement général \| \| Coureur \| Coureur \| Pays \| Équipe \| Temps \| \| ------------------ \| ------------------- \| ------------------ \| ------------------ \| ------------------ \| \| 1er \| Laurent Jalabert \| France \| ONCE-Deutsche Bank \| 10 h 09 min 10 s \| \| 2e \| David Cañada \| Espagne \| ONCE-Deutsche Bank \| + 12 s \| \| 3e \| Lance Armstrong \| États-Unis \| US Postal Service \| DQ \| \| 4e \| Abraham Olano \| Espagne \| ONCE-Deutsche Bank \| + 35 s \| \| 5e \| Viatcheslav Ekimov \| Russie \| US Postal Service \| + 43 s \| \| 6e \| Nicolas Jalabert \| France \| ONCE-Deutsche Bank \| + 49 s \| \| 7e \| José Iván Gutiérrez \| Espagne \| ONCE-Deutsche Bank \| + 49 s \| \| 8e \| Marcos Serrano \| Espagne \| ONCE-Deutsche Bank \| + 52 s \| \| 9e \| Miguel Ángel Peña \| Espagne \| ONCE-Deutsche Bank \| + 54 s \| \| 10e \| Tyler Hamilton \| États-Unis \| US Postal Service \| + 55 s \| |                     |            |                    |                  |
| |                     |            |                    |                  |
| |                     |            |                    |                  |
| Classement général |                     |            |                    |                  |
| Coureur | Coureur             | Pays       | Équipe             | Temps            |
| 1er | Laurent Jalabert    | France     | ONCE-Deutsche Bank | 10 h 09 min 10 s |
| 2e | David Cañada        | Espagne    | ONCE-Deutsche Bank | + 12 s           |
| 3e | Lance Armstrong     | États-Unis | US Postal Service  | DQ               |
| 4e | Abraham Olano       | Espagne    | ONCE-Deutsche Bank | + 35 s           |
| 5e | Viatcheslav Ekimov  | Russie     | US Postal Service  | + 43 s           |
| 6e | Nicolas Jalabert    | France     | ONCE-Deutsche Bank | + 49 s           |
| 7e | José Iván Gutiérrez | Espagne    | ONCE-Deutsche Bank | + 49 s           |
| 8e | Marcos Serrano      | Espagne    | ONCE-Deutsche Bank | + 52 s           |
| 9e | Miguel Ángel Peña   | Espagne    | ONCE-Deutsche Bank | + 54 s           |
| 10e | Tyler Hamilton      | États-Unis | US Postal Service  | + 55 s           |

## Classements annexes
| Classement par points | Classement par points | Classement par points | Classement par points   | Classement par points |
| Coureur               | Coureur               | Pays                  | Équipe                  | Points                |
| --------------------- | --------------------- | --------------------- | ----------------------- | --------------------- |
| 1er                   | Tom Steels            | Belgique              | Mapei-Quick Step        | 70 pts                |
| 2e                    | Stuart O'Grady        | Australie             | Crédit Agricole         | 54 pts                |
| 3e                    | Marcel Wüst           | Allemagne             | Festina                 | 52 pts                |
| 4e                    | Erik Zabel            | Allemagne             | Deutsche Telekom        | 52 pts                |
| 5e                    | Romāns Vainšteins     | Lettonie              | Vini Caldirola-Sidermec | 41 pts                |

| Classement par points | Classement par points | Classement par points | Classement par points   | Classement par points |
| Coureur               | Coureur               | Pays                  | Équipe                  | Points                |
| --------------------- | --------------------- | --------------------- | ----------------------- | --------------------- |
| 1er                   | Tom Steels            | Belgique              | Mapei-Quick Step        | 70 pts                |
| 2e                    | Stuart O'Grady        | Australie             | Crédit Agricole         | 54 pts                |
| 3e                    | Marcel Wüst           | Allemagne             | Festina                 | 52 pts                |
| 4e                    | Erik Zabel            | Allemagne             | Deutsche Telekom        | 52 pts                |
| 5e                    | Romāns Vainšteins     | Lettonie              | Vini Caldirola-Sidermec | 41 pts                |

| Classement de la montagne | Classement de la montagne | Classement de la montagne | Classement de la montagne | Classement de la montagne |
| Coureur                   | Coureur                   | Pays                      | Équipe                    | Points                    |
| ------------------------- | ------------------------- | ------------------------- | ------------------------- | ------------------------- |
| 1er                       | Marcel Wüst               | Allemagne                 | Festina                   | 5 pts                     |
| 2e                        | Frankie Andreu            | États-Unis                | US Postal Service         | 3 pts                     |
| 3e                        | François Simon            | France                    | Bonjour-Toupargel         | 1 pt                      |

| Classement de la montagne | Classement de la montagne | Classement de la montagne | Classement de la montagne | Classement de la montagne |
| Coureur                   | Coureur                   | Pays                      | Équipe                    | Points                    |
| ------------------------- | ------------------------- | ------------------------- | ------------------------- | ------------------------- |
| 1er                       | Marcel Wüst               | Allemagne                 | Festina                   | 5 pts                     |
| 2e                        | Frankie Andreu            | États-Unis                | US Postal Service         | 3 pts                     |
| 3e                        | François Simon            | France                    | Bonjour-Toupargel         | 1 pt                      |

| Classement du meilleur jeune | Classement du meilleur jeune | Classement du meilleur jeune | Classement du meilleur jeune    | Classement du meilleur jeune |
| Coureur                      | Coureur                      | Pays                         | Équipe                          | Temps                        |
| ---------------------------- | ---------------------------- | ---------------------------- | ------------------------------- | ---------------------------- |
| 1er                          | David Cañada                 | Espagne                      | ONCE-Deutsche Bank              | 10 h 09 min 22 s             |
| 2e                           | José Iván Gutiérrez          | Espagne                      | ONCE-Deutsche Bank              | + 37 s                       |
| 3e                           | Magnus Bäckstedt             | Suède                        | Crédit Agricole                 | + 2 min 07 s                 |
| 4e                           | David Millar                 | Royaume-Uni                  | Cofidis-Le Crédit par Téléphone | + 2 min 15 s                 |
| 5e                           | Grischa Niermann             | Allemagne                    | Rabobank                        | + 3 min 26 s                 |

| Classement du meilleur jeune | Classement du meilleur jeune | Classement du meilleur jeune | Classement du meilleur jeune    | Classement du meilleur jeune |
| Coureur                      | Coureur                      | Pays                         | Équipe                          | Temps                        |
| ---------------------------- | ---------------------------- | ---------------------------- | ------------------------------- | ---------------------------- |
| 1er                          | David Cañada                 | Espagne                      | ONCE-Deutsche Bank              | 10 h 09 min 22 s             |
| 2e                           | José Iván Gutiérrez          | Espagne                      | ONCE-Deutsche Bank              | + 37 s                       |
| 3e                           | Magnus Bäckstedt             | Suède                        | Crédit Agricole                 | + 2 min 07 s                 |
| 4e                           | David Millar                 | Royaume-Uni                  | Cofidis-Le Crédit par Téléphone | + 2 min 15 s                 |
| 5e                           | Grischa Niermann             | Allemagne                    | Rabobank                        | + 3 min 26 s                 |

| Classement par équipes | Classement par équipes | Classement par équipes | Classement par équipes |
| Équipe                 | Équipe                 | Pays                   | Temps                  |
| ---------------------- | ---------------------- | ---------------------- | ---------------------- |
| 1re                    | ONCE-Deutsche Bank     | Espagne                | 30 h 28 min 17 s       |
| 2e                     | US Postal Service      | États-Unis             | + 1 min 15 s           |
| 3e                     | Deutsche Telekom       | Allemagne              | + 4 min 33 s           |
| 4e                     | Crédit Agricole        | France                 | + 5 min 27 s           |
| 5e                     | Festina                | France                 | + 6 min 49 s           |

| Classement par équipes | Classement par équipes | Classement par équipes | Classement par équipes |
| Équipe                 | Équipe                 | Pays                   | Temps                  |
| ---------------------- | ---------------------- | ---------------------- | ---------------------- |
| 1re                    | ONCE-Deutsche Bank     | Espagne                | 30 h 28 min 17 s       |
| 2e                     | US Postal Service      | États-Unis             | + 1 min 15 s           |
| 3e                     | Deutsche Telekom       | Allemagne              | + 4 min 33 s           |
| 4e                     | Crédit Agricole        | France                 | + 5 min 27 s           |
| 5e                     | Festina                | France                 | + 6 min 49 s           |